# Islamfaschismus
Islamfaschismus, Islamofaschismus oder islamischer Faschismus beschreibt eine islamische Form des Faschismus. Verwender dieses Begriffs bezeichnen unter anderem Al-Qaida, Boko Haram, Al-Shabaab, IS, die Taliban, die Muslimbruderschaft, Hamas und Hisbollah als islamfaschistische Organisationen, auch die Mullah-Diktatur im Iran wird als islamfaschistisch bezeichnet. Kritiker des Begriffs sehen in der Verbindung von Islam und Faschismus ein beleidigendes und falsches politisches Schlagwort.

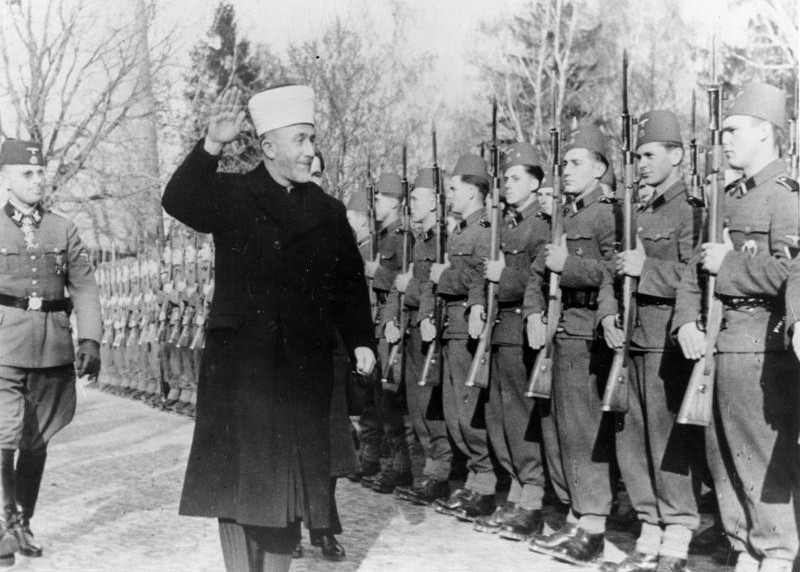
Großmufti von Jerusalem Al-Husseini beim Abschreiten einer bosnischen SS-Division (1943)

## Ursprung des Begriffes
Der Neologismus aus den Substantiven Islam und Faschismus ist ein Determinativkompositum. „Islam-“, „Islamo-“ oder „islamisch“ beschreibt demnach das Substantiv „Faschismus“. Die Begriffe sind in der zweiten Hälfte des 20. Jahrhunderts aufgekommen.
Die These vom Erstarken eines „Islamfaschismus“ hat insbesondere nach dem 11. September 2001 Verbreitung gefunden, während der Begriff Islamfaschismus bereits im März 1979 während der islamischen Revolution im Iran von Chomeini-Gegnern verwendet wurde. Andere Autoren, wie z. B. der Journalist und Kolumnist William Safire, schrieben die erstmalige Benutzung des Begriffes dem britischen Nahostexperten Malise Ruthven zu. Unter dem Titel „Die Deutung des Islam als Sprache“ schrieb dieser am 8. September 1990 in der britischen Tageszeitung The Independent: „[…] Auch existiert das Phänomen eines politischen Problems, was die Welt des Islam betrifft. Im Gegensatz zu den Erben anderer nicht-westlicher Traditionen, wie zum Beispiel Hinduismus, Shintoismus oder Buddhismus, scheinen muslimische Gesellschaften große Mühe zu haben, Meinungsverschiedenheiten auf politische Weise zu institutionalisieren: eine autoritäre Regierungsform, wenn nicht gar ein Islamfaschismus, ist eher die Regel als die Ausnahme von Marokko bis nach Pakistan“.

## Definition und Verwendung des Begriffes
Der Begriff soll die Tendenz innerhalb islamistischer Gruppen benennen, die entweder offen mit faschistischen Ideen sympathisieren oder, ohne Bezug darauf, nach einem Muster agieren, das dem europäischen Faschismus äquivalent erscheine.
Befürworter des Begriffs sehen weitere Merkmale faschistischer Ideologie erfüllt, wie etwa die dem Führerkult ähnliche Idolisierung einiger islamischer Führer, eine Märtyrerideologie, die das Individuum der Gemeinschaft opfert, sowie die Notwendigkeit eines „Volksschädlings“ zu propagandistischen Zwecken, den im Falle Al-Qaidas und anderer Dschihadisten stets Israel, die USA und das schon von den Nazis als Kampfbegriff benutzte „Weltjudentum“ darstellten. Verschiedene Autoren weisen auch auf die historisch nachgewiesene direkte Zusammenarbeit zwischen dem NS-Regime des Dritten Reiches und verschiedenen muslimischen Organisationen und Persönlichkeiten des Vorderen Orients hin, wie zum Beispiel Mohammed Amin al-Husseini, dem 1974 verstorbenen ehemaligen Großmufti der Stadt Jerusalem. Als weitere Elemente werden, u. a. von Alan Posener, Rassismus und Antisemitismus genannt.
Verwendet wird der Begriff unter anderem von einigen Intellektuellen, z. B. in iranischen Weblogs zur Bezeichnung von totalitären Regimes. Auch der verstorbene Publizist Christopher Hitchens, der atheistische und religionskritische Positionen vertrat, bezeichnete islamischen Fundamentalismus gerne als „Faschismus“ und wird oft als der eigentliche Erfinder des Begriffes „Islamfaschismus“ genannt. In einer Art „Verteidigungsrede“ für seine Verwendung des Begriffs hob Hitchens in einem Artikel vom 22. Oktober 2007 für das US-amerikanische Magazin Slate die Gemeinsamkeiten faschistischer und salafistischer Ideologien hervor:

„[…] Die beiden augenscheinlichsten Vergleichspunkte wären die folgenden: Beide Ideologien basieren auf einem Kult mörderischer Gewalt, der Tod und Zerstörung verherrlicht und Geistesleben verachtet – ‚Tod dem Intellekt! Lang lebe der Tod!‘, wie es General Francisco Francos Kumpan Gonzalo Queipo de Llano so kernig ausgedrückt hatte. Beide [Ideologien] stehen der Moderne feindlich gegenüber – außer, wenn es sich um die Entwicklung von Waffen handelt – und beide sind hoffnungslos nostalgisch in Bezug auf vergangene Imperien und damit verbundenen verschüttgegangenen Ruhm und Glanz. Beide [Ideologien] sind besessen von realen und imaginären [erlittenen] ‚Erniedrigungen‘ und [als Konsequenz] rachsüchtig. Beide [Ideologien] sind chronisch infiziert mit dem Gift antisemitischer Paranoia – interessanterweise auch mit deren weniger stark ausgeprägten Kusine, nämlich der Anti-Freimaurer-Paranoia. Beide [Ideologien] neigen zu Führerkult und Führeranbetung und der Hervorhebung eines einzig wahren Buches. Beide [Ideologien] haben sich der sexuellen Unterdrückung verschrieben – insbesondere der Unterdrückung jeglicher sexueller ‚Abweichung‘ – und, in Bezug auf ihr Gegenüber, der Unterwerfung der Frau und der Verachtung alles Weiblichen. Beide [Ideologien] verabscheuen Kunst und Literatur und betrachten diese als Symptome von Entartung und Dekadenz. Beide [Ideologien] verbrennen Bücher und zerstören Museen und Kunstschätze. […]“

Der Islamwissenschaftler Bassam Tibi nennt den Islamfaschismus eine weitere totalitäre Ideologie, die sich nun ausbreite, nachdem die Welt den Faschismus und Stalinismus überwunden habe.
Die Frauenrechtlerin Ayaan Hirsi Ali bezeichnete im Jahre 2007 während eines Interviews mit der britischen Zeitung London Evening Standard den Islam als „den neuen Faschismus“ und „eine destruktive, nihilistische Sekte des Todes“. In einem weiteren Interview im selben Jahr mit dem Independent begründete sie ihre Thesen mit der Kernbotschaft des Islams, die von einem Muslim die gleiche bedingungslose Unterwerfung und Aufopferung bis hin zum eigenen Tod einfordere, wie sie beispielsweise von Mohammed Atta, einem der Attentäter des 11. Septembers, der Welt vor Augen geführt worden war. Darüber hinaus sehe sie keinen Unterschied zwischen Islam und Islamismus, da der Prophet Mohammed selbst zur gewaltsamen Eroberung anderer Länder im Namen des Islams und zum Töten Andersgläubiger und Homosexueller aufgerufen habe.
Der deutsch-ägyptische Politologe und prominente Islamkritiker Hamed Abdel-Samad unterstreicht die weltanschaulichen Gemeinsamkeiten faschistischer Parteien und Bewegungen in Europa und bestimmter islamischer Organisationen in Vorderasien und Nordafrika zu Beginn des 20. Jahrhunderts. Abdel-Samad weist aber, ähnlich wie Ayaan Hirsi Ali, auf angeblich faschistische Elemente im sogenannten „Ur-Islam“ hin, insbesondere das bedingungslose Unterwerfungsprinzip im Islam, verschiedene judenfeindliche Passagen im Koran und die ethnischen Säuberungen, die unter der Führung Mohammeds von seinen Anhängern auf der Arabischen Halbinsel im 7. Jahrhundert vollzogen wurden.
Es ist unklar, ob alle Vertreter des Begriffs das gleiche unter dem Begriff „Islamfaschismus“ verstehen:
Josef Joffe benutzte anlässlich der Attentate in Madrid vom 11. März 2004 in der Zeit den Ausdruck Islamo-Faschismus als Beschreibung der Ideologie islamistischer Attentäter, allerdings ohne ihn genauer zu definieren. Der Journalist Hannes Stein kommentierte für Die Welt: „Der islamische Fundamentalismus […] hatte europäische Lehrmeister. Er wurzelt nicht nur im Koran, sondern auch in der deutschen Volkstumsideologie.“
Der Begriff Islamfaschismus wurde am 7. August 2006 auch von George W. Bush im Hinblick auf Hisbollah und die sie seiner Meinung nach unterstützenden Länder im Libanonkrieg 2006 bei einer Pressekonferenz in Crawford verwendet: „Sie versuchen ihre Botschaft des Dschihad zu verbreiten. Eine Botschaft, die ich als totalitär bezeichne – Islamischer Radikalismus, islamischer Faschismus. Sie versuchen diese zu verbreiten, indem sie diejenigen attackieren, welche die Freiheit lieben.“

## Diskussion des Begriffes
Einen Überblick zur Debatte bis 2005 bieten die Wissenschaftlichen Dienste des Bundestags. Die Islamwissenschaftlerin Sonja Hegasy und der Historiker René Wildangel bezeichnen, unter anderem in einem Artikel für die Süddeutsche Zeitung, den Begriff des Islamfaschismus als historisch nicht korrekt sowie als „die bisher letzte Wortkreation im Wettrüsten der Antagonismen“, die dazu diene, „eine ganze Religion zu diffamieren“ und unterschwellig einen gesellschaftlichen Konsens zu schaffen, der die Verantwortung für aktuelle Entwicklungen den Muslimen bzw. dem Islam an sich zuordnet. Trotz Armut und Demütigung „à la Versailles“ seien muslimische Gesellschaften nicht in den Faschismus abgeglitten. Der den faschistischen Ideologien häufig innewohnende Antisemitismus sei ein Import aus dem Europa des 19. Jahrhunderts. Als Beispiel führen sie die Protokolle der Weisen von Zion an, eine antisemitische Fälschung, die bereits zu Beginn des 20. Jahrhunderts von arabischen Christen ins Arabische übersetzt worden sei, damals aber keine öffentliche Aufmerksamkeit erlangt habe. Die „Protokolle“ seien erst weit verbreitet worden, als in den Jahren nach 1948 (Staatsgründung Israels) der Palästinakonflikt eskalierte. Zudem finde die jahrhundertelange Judenfeindschaft in Europa in islamischen Ländern kein vergleichbares Gegenstück, obwohl es im Koran, ähnlich wie im Neuen Testament, antijudaistische Textstellen gebe.
Bezüglich des Islamismus behaupten sie, dass der für faschistische Systeme charakteristische Nationalismus nicht geteilt worden sei, dass der Nationalsozialismus bereits früh von führenden Mitgliedern der 1928 gegründeten Moslembruderschaft, einer islamistischen Gruppe, verurteilt worden sei und dass der antiwestliche, konservative Kurs solcher Gruppierungen mit einer „ausdrücklich anti-imperialistischen Haltung verbunden“ gewesen sei. Sie zitieren dazu Muhammad al-Ghazālī, den sie als führendes Mitglied der Moslembruderschaft und „moderat-islamistischen Vordenker“ beschreiben, der mit Bezug auf das faschistische Italien unter Mussolini und das nationalsozialistische Hitler-Deutschland von einem „blinden, chauvinistischen Nationalismus“ gesprochen habe, der die „Teilung der Menschen in unverträgliche Rassen“ bewirkt habe.
Hegasy und Wildangel relativieren auch die Bedeutung der Kollaboration des Jerusalemer Großmuftis und SS-Mitglieds Mohammed Amin al-Husseini mit den Nazis: Al-Husseini habe in seinem Berliner Exil nicht für die gesamte muslimische Welt gesprochen, trotz gegenteiliger Behauptungen der NS-Propaganda. Zudem sei die Tatsache, dass es neben Husseinis Kollaboration auch öffentliche Kritik am Nationalsozialismus gegeben habe, weitgehend unbekannt. „In Ägypten und anderen Ländern, darunter Palästina, Syrien und dem Libanon, sei besonders im intellektuellen Milieu scharfe Kritik am Nationalsozialismus – und an der Judenverfolgung in Deutschland – geäußert worden.“ Auch die Weigerung des damaligen marokkanischen Sultans, Mohammed V., dem Drängen des Vichy-Regimes nach Deportation der jüdischen Bürger nachzugeben, sei „in der Erinnerung nicht präsent.“ Unter anderem diese Punkte würden, Hegasy und Wildangel zufolge, bei der Konstruktion eines historischen Islamfaschismus ausgeblendet, da sie nicht ins Bild passen würden.
Hitler befahl am 11. Juni 1941 in Weisung 32: „Vorbereitungen für die Zeit nach Barbarossa“ ausdrücklich eine Ausnutzung der arabischen Freiheitsbewegung für die deutschen Kriegsziele im Nahen Osten. Seine regionalen Generäle Hellmuth Felmy und Walter Warlimont lieferten sich 1955 nach ihrer vorzeitigen Befreiung aus dem Kriegsverbrechergefängnis Landsberg einen Insider-Streit darüber, woran ihre Umsetzung von Hitlers Direktive gescheitert sei; insbesondere der ideologische Faktor, also der Islam, sei umstritten gewesen; auch Putschist Grobba beteiligte sich an der Debatte. Gerhard Höpp hat die weitgefassten Ideen aller Beteiligten dazu, also von NS-Ämtern, von NS-Wissenschaftlern jeglicher denkbaren Fachrichtungen und der arabischen Islamfaschisten detailliert aus den Quellen dargestellt.

„Die nationalsozialistische Bewegung Grossdeutschlands hat seit ihrer Entstehung den Kampf gegen das Weltjudentum auf ihre Fahne geschrieben. Sie hat deshalb schon immer mit besonderer Sympathie den Kampf der freiheitsliebenden Araber, vor allem in Palästina gegen die jüdischen Eindringlinge, verfolgt. Die Erkenntnis dieses Feindes und der gemeinsame Kampf gegen ihn bilden die feste Grundlage des natürlichen Bündnisses zwischen dem nationalsozialistischen Grossdeutschland und den freiheitsliebenden Mohammedanern der ganzen Welt. In diesem Sinne übermittle ich Ihnen am Jahrestag der unseligen Balfour-Deklaration meine herzlichsten Grüße und Wünsche für die glückliche Durchführung Ihres Kampfes bis zum sicheren Endsieg.“

Diejenigen, die – wie der Verfasser des in mehrere Sprachen übersetzten Buches Djihad und Judenhass, Matthias Küntzel – die These vertreten, dass der Antisemitismus in der islamischen Welt eher eine Ursache als eine Folge des Nahostkonflikts ist, schaffen laut Hegasy und Wildangel ein ‚Konstrukt, dessen Durchschlagskraft nicht unterschätzt werden sollte‘.“ Allerdings kritisierte auch Küntzel den Begriff „Islamo-Faschismus“, wobei er gleichzeitig auf ideologische Gemeinsamkeiten zwischen Islamismus und Nationalsozialismus hinwies, die er hauptsächlich in der zentralen Rolle sah, die der Antisemitismus in beiden Bewegungen spielte.
Das ebenfalls historisch ausgerichtete Werk von Jeffrey Herf Nazi Propaganda for the Arab world von 2009 geht wie folgt auf eine arabische Faschismusrezeption ein: Bei der Muslimbruderschaft habe es während des Krieges und danach eine gemeinsame Grundlage für NS, Faschismus und Islam gegeben, was sich besonders an den gemeinsamen Radiosendungen von Exil-Islamisten und Nazis von Berlin aus gezeigt habe. Ihre Zeitschrift Al Ikhwan Al Muslimin aber im Februar 1948 den programmatischen Artikel „Die Juden und der Kommunismus“ gebracht, der die Nazithese vom jüdischen Bolschewismus verbreitet habe. Die Niederlage der Nationalsozialisten von 1945 sei schlicht nicht zur Kenntnis genommen worden. Einen zweiten Grund, historisch vom Fortleben nazistischer Ideen in Ägypten zu sprechen, sieht Herf in der Beschäftigung des NS-Propagandisten Johann von Leers in Kairoer staatlichen Einrichtungen („Information Departement“) in den 50er Jahren durch eine gezielte Entscheidung Gamal Abdel Nassers. Nassers Sicht auf die Juden, die seiner offiziellen Publikationen und die in einigen anderen arabischen Ländern hätten sich nicht von der der Nationalsozialisten unterschieden: Er wollte Ansichten und Denkweisen über Israel und die Juden fördern, deren Wurzeln in der NS-Ideologie und -Propaganda lagen.
Die deutsche Orientalistik der Zeit bemühte sich um eine weitgehende Synthese von Islam und Nationalsozialismus, was in der Produktion von Schriften gipfelte, die Hitler teils als Vorläufer (Ritter, Knecht, „knight“) im Sinne der islamischen Eschatologie, teils als „Licht des Propheten“ (also Mohammeds) hinstellten. In den für Arabien bestimmten Sendungen und Flugschriften, welche vom Mufti oder von Raschid Ali al-Gailani redigiert wurden, weist das Kommen Hitlers auf den bald erwarteten Propheten hin; wie weit man bei solchen theologischen Aussagen gehen kann, beschäftigte monatelang Auswärtiges Amt, Propagandaministerium, RSHA und geneigte Orientalisten. Solche Protagonisten, die altersbedingt bis weit in die Nachkriegszeit die Lehrstühle für Orientalistik, Religionswissenschaft u. ä. besetzten, und dadurch die Richtung solcher Wissenschaften wie die Wahrnehmung von Islam und Orient noch jahrzehntelang prägten, sind z. B. Otto Rössler und Sigrid Hunke.
Der Historiker Moshe Zuckermann bezeichnet den Begriff Islamfaschismus als „hanebüchene[n] Ausdruck“ und als „inhaltsleeres Gerede“. „Der islamistische Fundamentalismus hat mit Faschismus, betrachtet man die Analysen des Faschismus, die in den 60er Jahren geleistet wurden, gar nichts zu tun. Wenn wir unter Faschismus verstehen, was sich in einer bestimmten Epoche in Italien, Ungarn, Spanien, später dann als Nationalsozialismus in Deutschland in einer radikalisierten Sonderform formierte, so stellt dies etwas ganz anderes als die Bewegungen des radikalisierten Islam dar. Der Islam ist von ganz anderen Momenten angetrieben und hat ganz andere Zielsetzungen. Das hat nichts miteinander zu tun. Man muss schon den Begriff des Faschismus inhaltlich entleeren, um oberflächliche Ähnlichkeiten ausmachen zu können.“
Er weist darauf hin, dass der Faschismus „tendenziell nicht- oder auch antireligiös“ war, während der islamische Fundamentalismus theokratisch ausgerichtet sei. Das Primat des Staates spiele beim islamischen Fundamentalismus im Vergleich zum Faschismus „eher eine untergeordnete Rolle“. Auch fehle hier der im Nationalsozialismus vorhandene „monolithische Volksgenosse“, und die Vorstellung von Gemeinschaft (Umma) sei im Islam ganz anders als das, was im Begriff der „Volksgemeinschaft“ anklinge. Von daher glaubt Zuckermann, dass der Begriff „Islamofaschismus“ eher polemisch als analytisch gebraucht wird.
Der Nahosthistoriker Wolfgang G. Schwanitz widersprach im Webportal explizit.net der Aussage des Autors Hamed Abdel-Samad, der heutige Islamismus sei „islamischer Faschismus“. Diese Fehlanalyse des Islamismus als Mischideologie mit totalitären Strängen sei ahistorisch. Überdies sei der Begriff „islamischer Faschismus“ viel zu römisch vordeterminiert und untauglich für islamische Länder, wo sich nicht wenige Menschen kaum durch westliche Konzepte von Staat, Nation und Bürgerschaft, sondern eher durch ihre Religionen, Stämme und die relative Einheit von staatlicher Macht und Moschee definieren. Zudem sei der abzulehnende Begriff „Islamfaschismus“ keine Selbstbezeichnung von Islamisten. Schließlich nehme dieser Terminus weitere totalitäre Bewegungen wie den Nationalsozialismus und den Kommunismus aus dem Gesamtbild, die im 20. Jahrhundert Nah- und Mittelost wesentlich stärker als der italienische Faschismus von 1919 bis 1945 geprägt haben.

## Vertreter des Begriffes
- Hamed Abdel-Samad. In: Der islamische Faschismus: Eine Analyse. 2014, ISBN 978-3-426-27627-3
- Paul Berman. In: Terror and Liberalism. W. W. Norton, 2003, ISBN 0-393-05775-5
- George W. Bush,[26] US-amerikanischer Politiker der Republikanischen Partei und war von 2001 bis 2009 der 43. Präsident der Vereinigten Staaten
- Daniel Cohn-Bendit, deutsch-französischer Publizist und Politiker von Bündnis 90/Die Grünen und Europe Écologie-Les Verts im Interview mit der taz, Die Tageszeitung nach den Terroranschlägen am 13. November 2015 in Paris: „Es ist ein islamischer Faschismus. Es ist nicht der Islam, der faschistisch ist, aber es gibt den Islamofaschismus. Sie berufen sich auf einen Islam und handeln wie Faschisten.“[27]
- Akbar Gandschi, iranischer Journalist, Schriftsteller und Soziologe
- Stephan Grigat, deutscher Politikwissenschaftler und Publizist
- Ayaan Hirsi Ali
- Christopher Hitchens[28][29]
- Josef Joffe, Herausgeber der Zeit, verwandte den Begriff in seiner Zeitung[13] und im Tagesspiegel.
- Necla Kelek,[30] Mitglied in der Giordano-Bruno-Stiftung
- Maryam Rajavi, Präsidentin des Nationalen Widerstandsrates Iran (im Exil in Paris), nennt islamische Fundamentalisten „religiöse Faschisten“[31]
- Ali Sina (Pseudonym)
- Günter Wallraff im Jahr 2017 über den türkischen Staatspräsidenten Recep Tayyip Erdoğan: Er sei „ein Despot, der dabei ist, eine islamofaschistische Diktatur zu errichten“.[32]
- Ibn Warraq (Pseudonym)
- Leon de Winter, niederländischer Schriftsteller und Filmschaffender: „Nach dem linken Faschismus der Sowjets, nach dem rechten Faschismus der Nazis, ist der Islamismus der Faschismus des 21. Jahrhunderts.“[33]
- Deniz Yücel: „Ein Antifaschismus, der sich vor einer Auseinandersetzung mit dem Islamfaschismus scheut, ist keiner.“[34]